# Tetrastichus taprobanensis
Tetrastichus taprobanensis är en stekelart som beskrevs av Ranaweera 1950. Tetrastichus taprobanensis ingår i släktet Tetrastichus och familjen finglanssteklar. Inga underarter finns listade i Catalogue of Life.